# Troféu Cidade de Zaragoza
O Troféu Cidade de Zaragoza é um torneio de futebol organizado pelo Real Zaragoza, com sede na cidade de Zaragoza, Aragão. Disputa-se, desde sua criação, em 1971, no Estadio La Romareda. Em função do falecimento do ex-jogador Carlos Lapetra em 1995, o troféu mudou de nome em sua homenagem, até que na edição de 1998, foi disputado chamando-se "Memorial Carlos Lapetra".

## História
A primeira edição do Troféu Cidade de Zaragoza foi disputado em maio de 1971. Os primeros participantes foram Real Zaragoza da Espanha, o Anderlecht, da Bélgica e  o 1. FC Köln, da Alemanha, que se sagrou o primeiro campeão. 
Inicialmente, disputava-se aos finais de temporada (em maio), pasando posteriormente a ser disputado em meados de outubro.
Nas primeiras edições, o Troféu era disputado em vários dias e com quatro equipes na briga pela conquista, sendo um dos torneios veranieos mais importantes. Assim seria até o ano de 1985, quando passou a ser disputado uma partida única, exceto nas edições de 1989 e 1990.

## Lista
| Ano  | Campeão                       | Vice                                      | Terceiro Colocado               | Quarto Colocado               |
| 1971 | 1. FC Köln                    | Royal Sporting Club Anderlecht            | Real Zaragoza                   | -                             |
| 1972 | Hamburgo SV                   | Sociedade Esportiva Palmeiras             | Real Zaragoza                   | -                             |
| 1973 | Borussia Mönchengladbach      | PFC CSKA Sofia                            | Real Zaragoza                   | West Ham United Football Club |
| 1974 | Real Zaragoza                 | Eintracht Frankfurt                       | FC Molenbeek Brussels Strombeek | FK Partizan                   |
| 1975 | Real Zaragoza                 | Club Atlético Boca Juniors                | FK Vojvodina                    | Boavista Futebol Clube        |
| 1976 | Real Zaragoza                 | Górnik Zabrze                             | OFK Belgrado                    | Olympiacos FC                 |
| 1977 | PFC CSKA Sofia                | Real Zaragoza                             | FK Radnički Niš                 | RCD Espanyol                  |
| 1978 | Real Zaragoza                 | Club Nacional de Football                 | PFC Sliven                      | FK Trepca Mitrovica           |
| 1979 | Real Zaragoza                 | NK Dinamo Zagreb                          | Vasas Sport Club                | FK Sarajevo                   |
| 1980 | RCD Espanyol                  | Real Zaragoza                             | Sporting CP                     | FK Partizan                   |
| 1981 | Real Zaragoza                 | Nottingham Forest Football Club           | Volán SC Budapest               | Club Atlético Osasuna         |
| 1982 | Manchester United F.C.        | Real Zaragoza                             | MTK Hungária FC                 | Budapest Honvéd FC            |
| 1983 | Real Zaragoza                 | Club América                              | Aston Villa Football Club       | Politehnica Timisoara         |
| 1984 | Videoton SC                   | Club Deportivo Universidad Católica       | Real Zaragoza                   | Defensor Sporting Club        |
| 1985 | Fútbol Club Barcelona         | Real Zaragoza                             | -                               | -                             |
| 1986 | Real Zaragoza                 | 1. FC Köln                                | -                               | -                             |
| 1987 | Real Zaragoza                 | Seleção da Tchecoslováquia                | -                               | -                             |
| 1988 | Club Atlético Peñarol         | Real Zaragoza                             | -                               | -                             |
| 1989 | Real Zaragoza                 | Club de Fútbol Atlante                    | Seleção de Aragão               | -                             |
| 1990 | Dínamo de Moscovo             | Real Zaragoza                             | Real Betis Balompié             | -                             |
| 1991 | Real Zaragoza                 | Dinamo Bucareste                          | -                               | -                             |
| 1992 | Real Zaragoza                 | Fútbol Club Barcelona                     | -                               | -                             |
| 1993 | Club de Regatas Vasco da Gama | Real Zaragoza                             | -                               | -                             |
| 1994 | Real Zaragoza                 | CSKA Moscovo                              | -                               | -                             |
| 1995 | Real Zaragoza                 | Club Nacional de Football                 | -                               | -                             |
| 1996 | Real Zaragoza                 | Hamburgo SV                               | -                               | -                             |
| 1997 | Società Sportiva Lazio        | Real Zaragoza                             | -                               | -                             |
| 1998 | AC Parma                      | Real Zaragoza                             | -                               | -                             |
| 1999 | Real Zaragoza                 | Feyenoord Rotterdam                       | -                               | -                             |
| 2000 | Real Zaragoza                 | AC Parma                                  | -                               | -                             |
| 2001 | Real Zaragoza                 | FC Twente                                 | -                               | -                             |
| 2002 | Real Zaragoza                 | Athletic Club de Bilbao                   | -                               | -                             |
| 2003 | Real Zaragoza                 | Associazione Calcio Chievo Verona         | -                               | -                             |
| 2004 | Club Atlético de Madrid       | Real Zaragoza                             | -                               | -                             |
| 2005 | Real Zaragoza                 | Real Madrid Club de Fútbol                | -                               | -                             |
| 2006 | Real Zaragoza                 | Associazione Sportiva Livorno Calcio      | -                               | -                             |
| 2007 | Real Zaragoza                 | Juventus Football Club                    | -                               | -                             |
| 2008 | Getafe Club de Fútbol         | Real Zaragoza                             | -                               | -                             |
| 2009 | Società Sportiva Lazio        | Real Zaragoza                             | -                               | -                             |
| 2010 | Sociedad Deportiva Huesca     | Real Zaragoza                             | Club Deportivo Teruel           | -                             |
| 2011 | Real Zaragoza                 | Reial Club Deportiu Espanyol de Barcelona | -                               | -                             |
| 2012 | Real Zaragoza                 | Reial Club Deportiu Espanyol de Barcelona | -                               | -                             |
| 2013 | Real Zaragoza                 | Getafe Club de Fútbol                     | -                               | -                             |
| 2014 | Villarreal Club de Fútbol     | Real Zaragoza                             | -                               | -                             |
| 2015 | Real Zaragoza                 | Real Sociedad de Fútbol                   | -                               | -                             |
| 2016 | Sociedad Deportiva Eibar      | Real Zaragoza                             | -                               | -                             |
| 2017 | Sociedad Deportiva Eibar      | Real Zaragoza                             | -                               | -                             |
| 2018 | Levante Unión Deportiva       | Real Zaragoza                             | -                               | -                             |
| 2019 | Real Zaragoza                 | Deportivo Alavés                          | -                               | -                             |
| 2020 | Não comemorado                |                                           | -                               |                               |
| 2021 | Getafe Club de Fútbol         | Real Zaragoza                             | -                               | -                             |
| 2022 | Postergado*                   |                                           | -                               |                               |
| 2023 | Millonarios Fútbol Club       | Real Zaragoza                             | -                               | -                             |
| 2024 | Não comemorado                |                                           | -                               |                               |

## Títulos por clubes
O Real Zaragoza, equipe organizadora, é predominantemente o maior vencedor da competição com 23 títulos, além de ser o único clube a ter conquistado a taça mais de uma vez.
| Equipe                        | Títulos | Anos |
| Real Zaragoza                 | 29      | 1974, 1975, 1976, 1978, 1979, 1981, 1983, 1986, 1987, 1989, 1991, 1992, 1994, 1995, 1996, 1999, 2000, 2001, 2002, 2003, 2005, 2006, 2007, 2011, 2012, 2013, 2015, 2016, 2019. |
| Getafe Club de Fútbol         | 2       | 2008, 2021 |
| Società Sportiva Lazio        | 2       | 1997, 2009 |
| 1. FC Köln                    | 1       | 1971. |
| Hamburgo SV                   | 1       | 1972. |
| Borussia Mönchengladbach      | 1       | 1973. |
| PFC CSKA Sofia                | 1       | 1977. |
| RCD Espanyol                  | 1       | 1980. |
| Manchester United F.C.        | 1       | 1982. |
| Videoton SC                   | 1       | 1984. |
| Fútbol Club Barcelona         | 1       | 1985. |
| Club Atlético Peñarol         | 1       | 1988. |
| Dínamo de Moscovo             | 1       | 1990. |
| Club de Regatas Vasco da Gama | 1       | 1993. |
| AC Parma                      | 1       | 1998. |
| Club Atlético de Madrid       | 1       | 2004. |
| Sociedad Deportiva Huesca     | 1       | 2010. |
| Villarreal Club de Fútbol     | 1       | 2014. |
| Levante Unión Deportiva       | 1       | 2018. |
| Millonarios Fútbol Club       | 1       | 2023. |

## Títulos por países
| País       | Títulos |
| Espanha    | 38      |
| Alemanha   | 3       |
| Itália     | 3       |
| Bulgária   | 1       |
| Inglaterra | 1       |
| Hungria    | 1       |
| Uruguai    | 1       |
| Rússia     | 1       |
| Brasil     | 1       |
| Colombia   | 1       |